# Raiffeisenbank Buch-Eching
Die Raiffeisenbank Buch-Eching eG ist eine Genossenschaftsbank mit Sitz in der bayerischen Gemeinde Eching im Landkreis Landshut.

## Geschichte
Die heutige Raiffeisenbank Buch-Eching eG wurde am 25. Mai 1894 in Eching gegründet und entstand im Jahr 1971 als Raiffeisenbank Buch-Eching-Vatersdorf eGmbH mit dem Sitz in Eching aus der Dreierfusion der Raiffeisenkasse Buch a.E. - Pfrombach eGmbH mit dem Sitz in Buch am Erlbach mit der Raiffeisenkasse Vatersdorf eGmbH mit dem Sitz in Vatersdorf sowie der Raiffeisenkasse Eching bei Landshut eGmbH mit dem Sitz in Eching. Im Jahr 2007 wurde die Firma auf die noch heute gültige Bezeichnung „Raiffeisenbank Buch-Eching eG“ geändert.

## Rechtsverhältnisse
Die Raiffeisenbank Buch-Eching eG ist im Genossenschaftsregister beim Amtsgericht Landshut unter GnR 414 eingetragen.

## Organisationsstruktur
Rechtsgrundlagen sind das Genossenschaftsgesetz und die durch die Vertreterversammlung beschlossene Satzung. Organe der Bank sind der Vorstand, der Aufsichtsrat und die Vertreterversammlung.

## Sicherungseinrichtung
Die Raiffeisenbank Buch-Eching eG ist der amtlich anerkannten Sicherungseinrichtung des Bundesverbandes der Deutschen Volksbanken und Raiffeisenbanken GmbH und der zusätzlichen freiwilligen Sicherungseinrichtung des Bundesverbandes der Deutschen Volksbanken und Raiffeisenbanken e.V. angeschlossen.

## Geschäftsausrichtung
Die Raiffeisenbank Buch-Eching eG betreibt das Universalbankgeschäft. Im Verbundgeschäft arbeitet sie mit der DZ Bank, R+V Versicherung, Bausparkasse Schwäbisch Hall, Teambank, VR Leasing, DZ Hyp und der Union Investment zusammen.

## Geschäftsgebiet
Das Geschäftsgebiet liegt im Westen des Landkreises Landshut.
An diesen Orten betreibt die Bank Filialen:
- Eching (Hauptstelle, jur. Sitz)
- Buch am Erlbach (Geschäftsstelle)
- Vilsheim (Geschäftsstelle)
- Tiefenbach (SB-Geschäftsstelle)